# حي السيد روجرز
حي السيد روجرز (بالإنجليزية: Mister Rogers' Neighborhood)‏ وفي كثير من الأحيان تختصر إلى "مستر روجرز"، هو مسلسل تلفزيوني أمريكي جرى إنتاجه في كندا وكان يعرض لمدة 28 دقيقة للأطفال. أنشأه فريد روجرز وقام بتقديمه، وبلغ عدد مواسم المسلسل 31 مواسمًا، كما بلغ عدد حلقاته 100 حلقة. بدأ العرض الأول لهذا المسلسل بتاريخ 19 فبراير 1968 وكان مستر روجرز يعرض قبل على تلفزيون cbc عام 1971 وقد توقفت الشركة عن عرضه في 31 أغسطس 2001 بسبب وفاة فريد روجرز.

## العروض
- السلسلة الأولى (1968–1976): 1 * 2 * 3 * 4 * 5 * 6 * 7 * 8 * 9
- السلسلة الثانية (1979–2001): 10 * 11 * 12 * 13 * 14 * 15 * 16 * 17 * 18 * 19 * 20 * 21 * 22 * 23 * 24 * 25 * 26 * 27 * 28 * 29 * 30 * 31

## وصلات خارجية
- الموقع الرسمي
- حي السيد روجرز على موقع IMDb (الإنجليزية)
- حي السيد روجرز على موقع ميتاكريتيك (الإنجليزية)
- حي السيد روجرز على موقع الموسوعة البريطانية (الإنجليزية)
- حي السيد روجرز على موقع روتن توميتوز (الإنجليزية)
- حي السيد روجرز على موقع كينوبويسك (الروسية)
- حي السيد روجرز على موقع قاعدة بيانات الفيلم (الإنجليزية)